# Circobotys
Circobotys é um gênero de mariposa pertencente à família Crambidae.